# Konstantínos Charalambídis
Konstantínos Charalambídis (en grec moderne : Κωνσταντίνος Χαραλαμπίδης), souvent appelé Kóstas Charalambídis (Κώστας Χαραλαμπίδης) est un footballeur international chypriote né à Nicosie le 25 juillet 1981 jouant actuellement pour l'AEK Larnaca.

## Biographie
Il commence sa carrière avec l'APOEL Nicosie où il devient un membre régulier de l'équipe, apparaissant 122 fois, contribuant à l'amener à deux titres de champion en 2002 et 2004. 
Il signe un contrat de deux ans avec le Panathinaïkos au milieu de la saison 2004-2005. Charalambides joue un total de 45 matches de championnat pour le Panathinaïkos, mais lors de l'été 2007, le club choisit de ne pas renouveler son contrat. Lors de sa dernière saison avec le Panathinaïkos, Charalambides passe les six premiers mois de la saison en prêt au PAOK Salonique, où il effectue 16 apparitions en championnat et marque un but. 
Lors de l'été de 2007 Charalambides réalise un essai dans le Championnat d'Angleterre avec Cardiff City, mais finalement il signe avec le club allemand du FC Carl Zeiss Jena. Il joue dans la 2.Bundesliga pour la saison 2007-2008. 
Durant la première moitié de la saison 2007-2008, Charalambides joue régulièrement avec l'équipe de Carl Zeiss Jena, faisant 12 apparitions au total pour un but. Mais en janvier 2008, son contrat est résilié d'un commun accord. 
Peu de temps après, l'APOEL Nicosie réussi à attirer Costas pour un retour en Chypre, afin que celui-ci joue à nouveau pour son ancienne équipe. Le 27 janvier, il signe donc un contrat de quatre années en faveur de l'APOEL Nicosie.

## Palmarès
- Champion de Chypre en 2002, 2004, 2009, 2011, 2013, 2014, 2015 et 2016 avec l'APOEL Nicosie
- Vainqueur de la Coupe de Chypre en 1999, 2008, 2014 et 2015 avec l'APOEL Nicosie
- Vainqueur de la Supercoupe de Chypre en 2002, 2004, 2008, 2009 et 2011 avec  l'APOEL Nicosie
- AEK Larnaca
  - Championnat de Chypre :
    - Vice-Champion : 2017